# Tournoi de clôture du championnat d'Argentine de football 2008
Navigation
Tournoi précédent Tournoi suivant
Le tournoi de clôture de la saison 2008 du Championnat d'Argentine de football est le second tournoi semestriel de la 78e édition du championnat de première division en Argentine. Les vingt équipes sont regroupées au sein d'une poule unique où elles affrontent une fois chacun de leurs adversaires. Un classement cumulé sur les trois dernières années permet de déterminer les deux équipes reléguées à l'issue du tournoi ainsi que les deux formations engagées en barrage de promotion-relégation, mis en place à partir de cette saison.
C'est le club de River Plate qui remporte le tournoi après avoir terminé en tête du classement final, avec quatre points d'avance sur un duo composé de Boca Juniors et d'Estudiantes (La Plata). C'est le trente-cinquième titre de champion d'Argentine de l'histoire du club.

## Qualifications continentales
La principale modification qui a lieu à partir de ce tournoi est le mode de qualification pour la Copa Libertadores, qui se déciode à présent à l'issue du tournoi Ouverture et non plus à la fin du tournoi Clôture. Cependant, le vainqueur du tournoi Clôture 2008 obtient son billet pour l'édition 2009. En ce qui concerne la Copa Sudamericana, la fédération argentine peut aligner 7 équipes qui sont les six premières du classement cumulé (Ouverture et Clôture) plus Arsenal, tenant du titre.

## Les clubs participants
| \| Buenos Aires La Plata Rosario Jujuy Santa Fe San Juan Bahía Blanca \| Villes représentées lors de la saison 2007-2008 |
| Buenos Aires La Plata Rosario Jujuy Santa Fe San Juan Bahía Blanca                                                       |

- Olimpo (Bahía Blanca)
- Arsenal
- Gimnasia y Esgrima (La Plata)
- Gimnasia y Esgrima (Jujuy)
- Rosario Central
- San Martín (San Juan)
- Boca Juniors
- Banfield
- Colón (Santa Fe)
- Huracán
- Independiente
- Lanús
- Newell's Old Boys (Rosario)
- Argentinos Juniors
- Racing Club
- San Lorenzo de Almagro
- Estudiantes (La Plata)
- Tigre
- River Plate
- Vélez Sársfield

## Compétition
Le barème utilisé pour établir le classement est le suivant :
- Victoire : 3 points
- Match nul : 1 point
- Défaite : 0 point

### Classement
| Rang | Équipe                        | Pts | J  | G  | N | P  | Bp | Bc | Diff |
| ---- | ----------------------------- | --- | -- | -- | - | -- | -- | -- | ---- |
| 1    | River Plate                   | 43  | 19 | 13 | 4 | 2  | 29 | 13 | +16  |
| 2    | Boca Juniors                  | 39  | 19 | 11 | 6 | 2  | 33 | 15 | +18  |
| 3    | Estudiantes (La Plata)        | 39  | 19 | 11 | 6 | 2  | 29 | 16 | +13  |
| 4    | San Lorenzo de Almagro        | 35  | 19 | 11 | 2 | 6  | 30 | 21 | +9   |
| 5    | Vélez Sarsfield               | 32  | 19 | 9  | 5 | 5  | 24 | 17 | +7   |
| 6    | Independiente                 | 31  | 19 | 8  | 7 | 4  | 25 | 15 | +10  |
| 7    | Argentinos Juniors            | 30  | 19 | 9  | 3 | 7  | 23 | 24 | -1   |
| 8    | Newell's Old Boys (Rosario)   | 29  | 19 | 8  | 5 | 6  | 21 | 19 | +2   |
| 9    | Rosario Central               | 27  | 19 | 7  | 6 | 6  | 26 | 23 | +3   |
| 10   | Arsenal                       | 25  | 19 | 7  | 4 | 8  | 22 | 25 | -3   |
| 11   | Colón (Santa Fe)              | 23  | 19 | 6  | 5 | 8  | 25 | 27 | -2   |
| 12   | Banfield                      | 22  | 19 | 6  | 4 | 9  | 36 | 36 | 0    |
| 13   | Huracán                       | 22  | 19 | 5  | 7 | 7  | 15 | 17 | -2   |
| 14   | Tigre                         | 22  | 19 | 6  | 4 | 9  | 24 | 37 | -13  |
| 15   | Olimpo (Bahía Blanca)         | 20  | 19 | 6  | 2 | 11 | 21 | 32 | -11  |
| 16   | LanúsT                        | 18  | 19 | 5  | 3 | 11 | 26 | 40 | -14  |
| 17   | Gimnasia y Esgrima (La Plata) | 17  | 19 | 4  | 5 | 10 | 19 | 26 | -7   |
| 18   | San Martin (San Juan)         | 17  | 19 | 5  | 2 | 12 | 20 | 30 | -10  |
| 19   | Gimnasia y Esgrima (Jujuy)    | 15  | 19 | 2  | 9 | 8  | 20 | 28 | -8   |
| 20   | Racing Club                   | 15  | 19 | 2  | 9 | 8  | 14 | 22 | -8   |

|  | Qualification directe pour la Copa Libertadores 2009 |
|  | T : Tenant du titre                                  |

### Classement cumulé
Un classement cumulé des tournois Ouverture et Clôture permet de déterminer les équipes qualifiées pour la Copa Sudamericana 2008.
| Rang | Équipe                        | Pts | J  | G  | N  | P  | Bp | Bc | Diff |
| ---- | ----------------------------- | --- | -- | -- | -- | -- | -- | -- | ---- |
| 1    | Boca Juniors                  | 70  | 38 | 20 | 10 | 8  | 65 | 33 | +32  |
| 2    | Estudiantes (La Plata)        | 69  | 38 | 19 | 12 | 7  | 56 | 35 | +21  |
| 3    | River PlateClo                | 66  | 38 | 19 | 9  | 10 | 60 | 46 | +14  |
| 4    | San Lorenzo de Almagro        | 64  | 38 | 19 | 7  | 12 | 59 | 48 | +11  |
| 5    | Argentinos Juniors            | 61  | 38 | 18 | 7  | 13 | 52 | 44 | +8   |
| 6    | Independiente                 | 59  | 38 | 16 | 11 | 11 | 58 | 38 | +20  |
| 7    | Vélez Sarsfield               | 59  | 38 | 17 | 8  | 13 | 49 | 42 | +7   |
| 8    | LanúsOuv                      | 56  | 38 | 16 | 8  | 14 | 60 | 61 | -1   |
| 9    | Newell's Old Boys (Rosario)   | 56  | 38 | 16 | 8  | 14 | 37 | 41 | -4   |
| 10   | Tigre                         | 56  | 38 | 16 | 8  | 14 | 52 | 57 | -5   |
| 11   | Banfield                      | 54  | 38 | 16 | 6  | 16 | 58 | 57 | +1   |
| 12   | Huracán                       | 52  | 38 | 13 | 13 | 12 | 39 | 39 | 0    |
| 13   | ArsenalC3                     | 51  | 38 | 14 | 9  | 15 | 41 | 49 | -8   |
| 14   | Colón (Santa Fe)              | 45  | 38 | 12 | 9  | 17 | 44 | 49 | -5   |
| 15   | Olimpo (Bahía Blanca)         | 42  | 38 | 12 | 6  | 20 | 39 | 56 | -17  |
| 16   | Rosario Central               | 41  | 38 | 9  | 14 | 15 | 47 | 56 | -9   |
| 17   | Racing Club                   | 40  | 38 | 9  | 13 | 16 | 37 | 46 | -9   |
| 18   | Gimnasia y Esgrima (La Plata) | 36  | 38 | 9  | 9  | 20 | 34 | 53 | -19  |
| 19   | Gimnasia y Esgrima (Jujuy)    | 35  | 38 | 7  | 14 | 17 | 42 | 59 | -17  |
| 20   | San Martín (San Juan)         | 35  | 38 | 10 | 5  | 23 | 38 | 59 | -21  |

|  | Qualification directe pour la Copa Sudamericana 2008                                                                               |
|  | Ouv : Vainqueur du tournoi d'Ouverture 2007 Clo : Vainqueur du tournoi de Clôture 2008 C3 : Vainqueur de la Copa Sudamericana 2007 |

### Table de relégation
Un classement cumulé des trois dernières saisons du championnat permet de déterminer les deux équipes reléguées en Primera B et les deux qui doivent disputer un barrage de promotion-relégation. 
| Rang | Équipe                        | Pts   | J   | G | N | P | Bp | Bc | Diff |
| ---- | ----------------------------- | ----- | --- | - | - | - | -- | -- | ---- |
| 1    | Boca Juniors                  | 2,070 | 114 |   |   |   |    |    |      |
| 2    | Estudiantes (La Plata)        | 1,771 | 114 |   |   |   |    |    |      |
| 3    | River PlateClo                | 1,745 | 114 |   |   |   |    |    |      |
| 4    | San Lorenzo de Almagro        | 1,692 | 114 |   |   |   |    |    |      |
| 5    | LanúsOuv                      | 1,517 | 114 |   |   |   |    |    |      |
| 6    | Vélez Sarsfield               | 1,517 | 114 |   |   |   |    |    |      |
| 7    | Independiente                 | 1,500 | 114 |   |   |   |    |    |      |
| 8    | Tigre                         | 1,473 | 38  |   |   |   |    |    |      |
| 9    | Argentinos Juniors            | 1,377 | 114 |   |   |   |    |    |      |
| 10   | Arsenal                       | 1,377 | 114 |   |   |   |    |    |      |
| 11   | Huracán                       | 1,368 | 38  |   |   |   |    |    |      |
| 12   | Banfield                      | 1,333 | 114 |   |   |   |    |    |      |
| 13   | Gimnasia y Esgrima (La Plata) | 1,271 | 114 |   |   |   |    |    |      |
| 14   | Newell's Old Boys (Rosario)   | 1,245 | 114 |   |   |   |    |    |      |
| 15   | Rosario Central               | 1,210 | 114 |   |   |   |    |    |      |
| 16   | Colón (Santa Fe)              | 1,201 | 114 |   |   |   |    |    |      |
| 17   | Racing Club                   | 1,166 | 114 |   |   |   |    |    |      |
| 18   | Gimnasia y Esgrima (Jujuy)    | 1,131 | 114 |   |   |   |    |    |      |
| 19   | Olimpo (Bahía Blanca)         | 1,105 | 38  |   |   |   |    |    |      |
| 20   | San Martin (San Juan)         | 0,921 | 38  |   |   |   |    |    |      |

|  | Participation au barrage de promotion-relégation                                       |
|  | Relégation directe en Primera B                                                        |
|  | Ouv : Vainqueur du tournoi d'Ouverture 2007 Clo : Vainqueur du tournoi de Clôture 2008 |

### Barrage de promotion-relégation
| Équipe 1                | Résultat | Équipe 2                        | Aller | Retour |
| ----------------------- | -------- | ------------------------------- | ----- | ------ |
| Belgrano (Córdoba) (D2) | 1 - 2    | Racing Club (D1)                | 1 - 1 | 0 - 1  |
| Unión (Santa Fe) (D2)   | 1 - 2    | Gimnasia y Esgrima (Jujuy) (D1) | 1 - 1 | 0 - 1  |

## Bilan de la saison
| Championnat d'Argentine de football 2008 | |
| Champion                                 | River Plate (35e titre) |
| Coupes et trophées                       | |
| Vainqueur de la Coupe d'Argentine 2008   | Non disputée |
| Qualifications continentales             | |
| Copa Libertadores 2009                   | River Plate |
| Copa Sudamericana 2008                   | Arsenal (tenant du titre) Boca Juniors Estudiantes (La Plata San Lorenzo de Almagro River Plate Independiente Argentinos Juniors |
| Promotions et relégations                | |
| Promus en Primera Division               | San Martín (Tucumán) Godoy Cruz (Mendoza)                                                                                        |
| Relégués en Primera B Nacional           | Olimpo (Bahía Blanca) San Martín (San Juan)                                                                                      |